# Mar Targarona
Mar Targarona (María del Mar Targarona Borrás, n. Barcelona, 1953) es una directora de cine, productora y actriz española. Es la directora de la Fundación Taller de Guionistas y productora ejecutiva de Rodar y Rodar.

## Biografía
Estudió Arte dramàtico en Barcelona, en Estrasburgo y con Lee Strasberg. Inició su carrera profesional en el teatro con la compañía Dagoll Dagom y el Teatre Lliure. Más adelante se decantó por el cine y la televisión. Realizó su primeros anuncios publicitarios para Rodar y Rodar (productora que fundó en 1990 con su marido Joaquín Padró) y a partir de 1995, trabajó como directora, guionista y productora.
Como productora, a través de su compañía Rodar y rodar, ha propiciado el inicio de varios talentos jóvenes como J.A. Bayona, Guillem Morales u Oriol Paulo.

## Filmografía
| Año  | Título                                    | Com       | Com        | Com       | Com    | Notas                                        |
| Año  | Título                                    | Directora | Productora | Guionista | Actriz | Notas                                        |
| ---- | ----------------------------------------- | --------- | ---------- | --------- | ------ | -------------------------------------------- |
| 1977 | Taller de comèdies                        |           |            |           | Sí     | Episodio Agressió. Dirección de Orestes Lara |
| 1983 | Antaviana                                 |           |            |           | Sí     | Televisión. Dirección de Mercè Vilaret       |
| 1985 | Un parell d'ous                           |           |            |           | Sí     | Película de Francesc Bellmunt                |
| 1989 | Una ombra en el jardí                     |           |            |           | Sí     | Película de Antonio Chavarrías               |
| 1996 | Muere, mi vida                            | Sí        | Sí         | Sí        |        | Película                                     |
| 2002 | Vivancos 3                                |           | Sí         |           |        | Película de Albert Saguer                    |
| 2004 | El habitante incierto                     |           | Sí         |           |        | Película de Guillem Morales                  |
| 2004 | Entre vivir y soñar                       |           | Sí         |           |        | Película de Alfonso Albacete y David Menkes  |
| 2005 | Abuela de verano                          | Sí        | Sí         |           |        | Serie de RTVE                                |
| 2006 | El orfanato                               |           | Sí         |           |        | Película de Juan Antonio Bayona              |
| 2008 | Las manos del pianista                    |           | Sí         |           |        | Telefilm de Sergio G. Sánchez                |
| 2008 | No me pidas que te bese, porque te besaré |           | Sí         |           |        | Película de Albert Espinosa                  |
| 2010 | Ull per ull                               | Sí        | Sí         |           |        | Serie                                        |
| 2010 | Los ojos de Julia                         |           | Sí         |           |        | Película de Guillem Morales                  |
| 2011 | XP3D                                      |           | Sí         |           |        | Película de Sergi Vizcaíno                   |
| 2012 | El Cuerpo                                 |           | Sí         |           |        | Película de Oriol Paulo                      |
| 2013 | ¿Quién mató a Bambi?                      |           | Sí         |           |        | Película de Santi Amodeo                     |
| 2014 | Sólo Química                              |           | Sí         |           |        | Película de Alfonso Albacete                 |
| 2016 | Secuestro                                 | Sí        | Sí         |           |        | Película                                     |
| 2018 | El fotógrafo de Mauthausen                | Sí        | Sí         |           |        | Película ganadora 4 premios Gaudí            |
| 2019 | Elisa & Marcela                           |           | Sí         |           |        | Película de Isabel Coixet                    |
| 2019 | El Silencio de la Ciudad Blanca           |           | Sí         |           |        | Película de Daniel Calparsoro                |
| 2021 | Dos                                       | Sí        | Sí         |           |        | Premios Feroz: Nominada a mejor cartel       |
| 2022 | Espejo,Espejo                             |           | Sí         |           |        | Película de Marc Crehuet                     |